# Paul Winter Consort

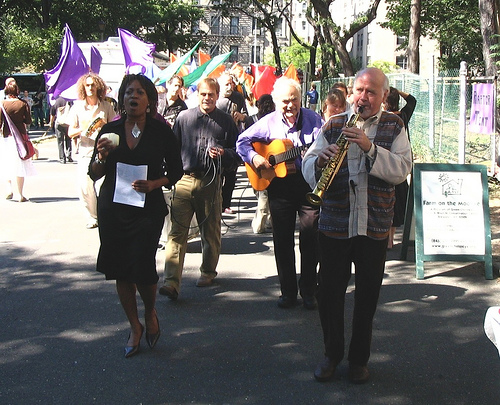
Paul Winter Consort 2005 (New York City)

Das Paul Winter Consort ist eine Jazz-orientierte Band sowie Grammy-Preisträger.
1967 gründete der US-amerikanische Saxophonist Paul Winter die Band zunächst als an der Popmusik orientierte Jazz-Gruppe. Ab dieser Zeit spielte im Paul Winter Consort ein fester Stamm von Musikern. Die Jazz Gruppe Oregon entstand aus einigen Musikern dieser Formation. Die frühen Alben markierten jedoch durch Einbezug von asiatischer, afrikanischer und südamerikanischer Musik einen frühen Ethno-Jazz.
In den 1970er Jahren war die Gruppe experimentell mit Oboe und Cello auf der Suche nach neuen Wegen. Bis heute ist die Formation unterwegs und aktiv. Sie bezieht ethnische Musik, u. a. russische und indianische Chöre, ebenso in ihr Musizieren ein wie Tierrufe und Naturgeräusche. Sie hat diverse Alben im Grand-Canyon-Nationalpark und an anderen Plätzen in der freien Natur, zuletzt am Crestone Lake in den Sangre de Cristo Mountains aufgenommen. Seit mehr als 40 Jahren gibt die Gruppe jährlich zur Sonnenwende Konzerte, etwa in der Cathedral of Saint John the Divine.
Die Gruppe spielt heute eine Jazz-orientierte Mischung aus Welt- und New-Age-Musik und ist für ihre Plattenproduktionen wiederholt mit einem Grammy ausgezeichnet worden.

## Diskografie(Auswahl)
- The Winter Consort (1968)
- Something in the Wind (1969)
- Road (1970, A&M; reissued 1989)[1]
- Icarus (1972, 1984)[2]
- Common Ground (1978)[6]
- Earth: Voices of a Planet (1985)[7]
- Wintersong (1986)
- Spanish Angel (1993, Grammy)
- Celtic Solstice
- Silver Solstice (2005, Grammy)[4]
- Crestone (2007, Grammy)[3]
- Miho: Journey to the Mountain (2010, Grammy)
- EarthMusic (2011)